# AP-site
AP-site, apurin/apyrimidin site, är i molekylärbiologi ett område på DNA-strängen som saknar den kvävebas som egentligen borde finnas där sett till den komplementära DNA-strängen. Området uppkommer vanligtvis på grund av DNA-skada. AP-siter kan formas genom spontant bas-bortfall, men kan också bildas som intermediär i Base excision repair.
Om en AP-site lämnas oreparerad kan den leda till mutationer vid kopieringen, replikationen, av DNA. Hos E. coli, sätts framförallt adenin-baser in i AP-sites, något som också kallas "A-law", eller "A-regeln". Situationen är mer komplicerad när det kommer till komplexa eukaryoter, med olika nukleotider som föredras beroende på organism och experimentella villkor.